# Ligament ulno-triquetral
Le ligament ulno-triquetral est un ligament du groupe des ligaments extrinsèques du carpe. Il prend son origine du ligament radio-ulnaire antérieur et va s’insérer sur l’os triquetrum.